# Copywriting
Copywriting je tvorba reklamních a marketingových textů, které mají podpořit prodej výrobků a služeb. Textař, který se zabývá copywritingem, se označuje jako copywriter, česky reklamní textař. Označení vzniklo spojením dvou slov: copy (zpráva pro tisk) a writer (autor).
Copywriter píše texty reklam, webových stránek, tiskových zpráv, PR článků, katalogů, návrhy sloganů a názvů nebo popisky příspěvků na sociálních sítích. Copywriteři jsou nejčastěji zaměstnáni jako kreativci (tvůrčí pracovníci) v reklamních agenturách a větších webdesignérských firmách.

## Pravidla copywritingu
Každé z reklamních médií má svá specifická pravidla psaní textů a reklamy. Obecně lze shrnout požadavky na reklamní text do následujících bodů:
1. unikátnost a přínos pro čtenáře
2. obsah důležitých informací
3. pozitivní nádech
4. důvěryhodnost
5. přesvědčivost
6. čtivost
7. stylistická a pravopisná správnost

## Web copywriting
S nástupem internetového média se začal vyvíjet obor „web copywritingu“, tedy psaní pro web.
Text na webu čtou lidé jinak než text v tištěném médiu. Text zhotovený pro tištěné médium obvykle na webu nefunguje. Je důležité si uvědomit, že lidé na internetu stránky vlastně nečtou, ale nejdříve je „skenují“ očima a hledají kousky potřebných informací. Proto text musí být vhodně členěný s dostatečným zvýrazněním klíčových slov, nadpisů, seznamů, citací apod. Struktura, rozsah i formát se přizpůsobuje tak, aby výsledný text byl dobře skenovatelný očima. Při psaní se obyčejně využívá princip obrácené pyramidy a model AIDA. Web copywriter by měl znát základy SEO. Obor se postupem času tak rozmohl, že místo „web copywriting“ a „web copywriter“ se psaní pro web začalo označovat obecným „copywriting“.

## SEO copywriting
SEO copywriting je spojení techniky SEO a copywritingu. Činnost spočívá v optimalizaci textu webových stránek pro vyhledávače, které se nesoustředí pouze na zdrojový kód, ale na celkovou kvalitu obsahu webu. SEO copywriting se stará o aktuální, unikátní, zajímavý a pro čtenáře přínosný obsah. Klíčová slova je třeba umístit tak, aby byla dobře viditelná – v hlavním nadpisu, v dílčím nadpisu, v úvodním odstavci, v doplňkovém popisku obrázku a jednou či dvakrát v textu. Nelze přehánět. Je vhodné používat synonyma a klíčová slova přirozeně skloňovat. Specifickým typem klíčového slova je long tail neboli dlouhý chvost. Nepřirozené texty obvykle vyhledávače již dokážou rozpoznat.